# Idaea concordaria
Idaea concordaria là một loài bướm đêm trong họ Geometridae.